# Arlette Vincent
Pour les articles homonymes, voir Vincent (patronyme).
Arlette Vincent, née le 9 janvier 1932 et morte le 21 octobre 2021, était une animatrice belge de la RTBF.

## Biographie
Arlette Vincent, née en Belgique le 9 janvier 1932, commence sa carrière en 1954 comme speakerine à l'INR : à la suite d'un pari, elle passe et réussit l'examen d'entrée à la télévision. Un an après, elle passe à Radio Luxembourg, dont les studios se trouvent à l'époque rue de la Limite à Bruxelles. C'est là qu'elle apprend à mener une interview avec notamment la présentation d'une émission intitulée Une cigarette avec…. Elle revient à l'INR quelque temps avant le lancement de l'Exposition universelle de 1958, où elle devient vite une présentatrice populaire et y anime en compagnie de Roger Simons les émissions du dimanche après-midi Le Dimanche en pantoufle jusqu'en 1962[réf. nécessaire].
À la RTB, elle participe à de nombreuses émissions comme Contraste, Magazine F, La Preuve par Quatre ou Cinéscope.
En parallèle avec son métier de speakerine, après avoir présenté quelques numéros d'Histoires naturelles, elle présente, à partir du 3 octobre 1965, la célèbre émission de la télévision belge Le Jardin extraordinaire, une émission de Raymond Dastra avec le concours d'Edgar Kesteloot, conseiller scientifique.
Ayant, à diverses reprises, commenté le Concours Eurovision de la chanson pour l'INR et la RTB, elle présente, le 19 avril 1980, à l'occasion de la 25e édition du concours qui se déroule à La Haye, le groupe Telex qui représente la Belgique.
En 1981, elle quitte la présentation du Jardin extraordinaire afin d'animer en avant-soirée l'émission Plein Jeu, accompagnée de la marionnette « Chandel ».
Elle revient à la présentation de l'émission animalière à l'automne 1985 et ce, jusqu'à son départ de la télévision fin décembre 1991 afin de s'adonner à la vie de famille et à l'aquarelle. Elle continue à s'investir dans les causes qui lui sont chères. Ainsi, en 2006, elle est apparue dans un spot télévisé d'Amnesty International pour la sensibilisation à la violence conjugale.
Arlette Vincent est morte le 21 octobre 2021 à l'âge de 89 ans,.

### Articles et interview
- Gilles Toussaint, Arlette Vincent, un cœur à l'ouvrage, La Libre Belgique en ligne, 8 août 2003.
- Christophe Schoune, Paul Joachim, Arlette Vincent, le terreau fertile d'un contrat naturel, Le Soir, 10 juillet 1995, p. 12.